# Le Club des cinq et le Vieux Puits
Le Club des cinq et le Secret du vieux puits
Le Club des cinq et le Vieux Puits est le 20e roman de la série Le Club des cinq créée par Enid Blyton.
Le roman, publié en 1962 au Royaume-Uni sous le titre « Five Have a Mystery to Solve », a été publié en France en 1966 dans la Bibliothèque rose des éditions Hachette. 
Il évoque la visite que font les Cinq à une île sur laquelle est située un vieux puits. On y découvre, dans son conduit, une porte qui permet d'accéder à une grotte qui contient des statues et diverses œuvres d'art. 

## Éditions en France
- Le Club des cinq et le Vieux Puits (édition de 1966). Illustrations : Jeanne Hives. 190 pages.
- Le Club des cinq et le Secret du vieux puits (édition de 1980). Illustrations : Jean Sidobre. 190 pages.

## Personnages principaux
- Les Cinq
  - François Gautier (VO : « Julian »)
  - Mick Gautier (VO : « Dick »)
  - Annie Gautier (VO : « Anne »)
  - Claude Dorsel (VO : « George »)
  - Dagobert (chien) (VO : « Timothy »)
- Edmond : enfant avec lequel les Cinq sympathisent
- Deux bandits

## Résumé
Remarque : le résumé est basé sur l'édition cartonnée non abrégée parue en 1966 en langue française.

### Mise en place de l'intrigue
Chapitres 1 à 8.
Durant les vacances de Pâques, les Cinq vont tenir compagnie à Edmond, un petit garçon que sa mère doit laisser seul quelques jours. Après un premier contact difficile, Edmond se révèle être sympathique et beaucoup aimer les animaux. Il devient très vite ami avec Dagobert, au grand regret de Claude. 

### Aventures et enquête
Chapitres 9 à 17.
Les Cinq vont visiter une île située non loin de là appelée « L'Île aux Quatre-Vents ». Alors qu'ils parcourent l'île, ils découvrent un vieux puits. Le seau étant tombé au fond du puits, Mick descend dans le puits et découvre, dans son conduit, une porte. 
Une fois ouverte, cette porte permet d'accéder à une grotte qui contient des statues et diverses œuvres d'art. Sur ces entrefaites, ils découvrent que l'île comporte la présence de deux hommes dont les intentions s'avèrent louches. 
Les Cinq se cachent, mais Edmond a décidé de les rejoindre et arrive sur l'île dans un petit canot. Il est découvert par les deux hommes, qui lui font peur et l'invitent à déguerpir. Puis les deux hommes découvrent les Cinq et les enferment dans la grotte contenant les statues.  

### Dénouement et révélations finales
Chapitres 18 et 19.
Une fois prisonniers, François, Mick, Annie et Edmond utilisent la porte de secours découverte par Mick et s'échappent de la grotte par le vieux puits, tandis que Claude et Dagobert restent dans la grotte. Pendant ce temps les bandits ont quitté l'île avec un bateau. Les Cinq et Edmond retournent sur la terre ferme et avertissent les gendarmes. Les deux hommes sont arrêtés.